# سباق طواف فرنسا 2000
سباق طواف فرنسا 2000 من سلسلة سباقات سباق طواف فرنسا. أقيم هذا السباق في تاريخ 1 يوليو - 23 يوليو، 2000 على 21 مراحل. بعد مرور 92 ساعة و33 دقيقة و08 ثانية وبعد طي 3662.5 كم بمتوسط 39.556 كم في الساعة فاز بالميدالية الذهبية لانس آرمسترونج من الولايات المتحدة، فيما حصد يان أولريش من ألمانيا الميدالية الفضية، وكانت الميدالية البرونزية من نصيب جوسيبا بيلوكي من إسبانيا.

## الميداليات
| ذهب                               | فضة                  | برونز                   |
| لانس آرمسترونج - الولايات المتحدة | يان أولريش - ألمانيا | جوسيبا بيلوكي - إسبانيا |